# Minnesota Vikings
A Minnesota Vikings egy profi amerikaifutball-csapat, a Minnesota állambeli Minneapolisban. Az NFC északi divíziójában játszanak a Nemzeti Futball-ligában. A korábbi divízióbeosztások miatt 2002-ig a központi divízióban (más néven a Fekete-Kék divízióban) szerepeltek. A Vikings az egyik legsikeresebb NFL-csapat. 2010-ben az NFL ötödik leghosszabb nyertes szériában vannak. A csapat egyike annak az öt NFL-csapatnak, amelyek 15 meccset nyertek meg egy adott szezon alatt. A Vikings egy NFL-bajnokságot nyert, és elvesztett egy Super Bowlt a Kansas City Chiefs ellen. A Vikings volt az első olyan csapat, amelyik négy Superbowlon is szerepelt, de mindet elveszítette. Saját divíziójukban 18-szor győzedelmeskedtek, ezzel a harmadik legsikeresebbek a jelenleg az NFL-ben játszó csapatok között. 1970 óta tudtak csak eljutni a döntőig, kilencszer szerepeltek ott. Nincs más NFL-csapat, amelyik ennyiszer szerepelt volna döntőben, de nem nyert Superbowlt. Csak két NFC-csapat (összesen 6 szerepel közülük az NFL-ben) játszott több Superbowlt, mint a Vikings. A csapatnak jelenleg 12 játékosa szerepelt a Football Dicsőségcsarnokában.
A csapat 1961 és 1981 között a Metropolitan Stadium-ban játszotta hazai mérkőzéseit, majd az 1982-es szezontól kezdve a Hubert H. Humphrey Metrodome-ban játsszák mai napig is a hazai mérkőzéseiket. Ez a stadion korábban a Minnesota Twins és a Minnesota Golden Gophers baseball csapatok otthona volt. 2012 tavaszán Minnesota állam kormányzója aláírta a szerződést, mely egy új stadion megépítéséről szól. Ennek a szerződésnek értelmében 967 millió dollárért Minneapolis belvárosában egy új ultramodern sportkomplexumot építhetnek, ahol a Vikings hazai mérkőzései játszhatja.

## Története
A profi amerikaifutball Minneapolisban az 1920-as-1930-as évek NFL-csapatával, a Minneapolis Marines/Red Jackets-szel kezdődött. 1959-ig nem bukkant fel újabb profi csapat a környéken, akkor három minnesapolisi üzletember, Bill Boyer, H. P. Skoglund and Max Winter jogot kaptak az új AFL-ben való induláshoz. Öt hónappal később, 1960 januárjában, az NFL nyomásának hatására a tulajdonos csapat Bernie Ridderrel elveszítette az AFL-licencét és az NFL 14. csapata lett. 1961-ben csatlakozhattak a ligához. Ole Haugsrud csatlakozott még a tulajdonosi gárdához, mivel neki az 1920-as évek óta volt NFL-es tapasztalata a Duluth Eskimos csapatával. Haugrud középiskolájának csapatát szintén Vikings-nek hívták és az ő színeik is bíbor és sárga volt.
A csapatot hivatalosan 1960. szeptember 27-én nevezték el Vikingsnek. A név részben Minnesota helyzetére utal, ahol sok skandináv származású ember él (a csapat két tulajdonosa, Skoglund és Haugsrud maga is dán származású). A kezdetektől a csapat energikus marketingfolyamatot folytatott, így az első szezonban az eladott bérletek száma majdnem 26 000 volt, és általában 34 586-an tekintették meg a hazai mérkőzéseket (ez a 85%-a a Metropolitan Stadium befogadóképességének). Később a stadion befogadóképességét 47 900-ra növelték. Vezetőedzőnek a Northwestern University vezetőedzőjét, Ara Parseghiant akarták megnyerni, de esélyes volt még a Philadelphia Eagles segédedzője, Nick Skorich, és egy minnesotai, Bud Grant. Végül egy Eagle-játékos, Norm Van Brocklin lett a vezetőedző, 1961. január 18-án. Ő éppen akkor vonult vissza az aktív játéktól.
Az 1961-es NFL-drafton a Vikings a tulanei Tommy Mason választotta ki először. A Georgia Egyetemről a harmadik körben megszerezték Fran Tarkenton irányítót. Neves játékosként Norm Snead és Hugh McElhenny érkezett a csapathoz. A Vikings megnyerte első meccsét a Chicago Bears ellen, 37-13-ra.
1967. március 7-én Fran Tarkentont az 1967-es első és a második, az 1968-as első és az 1969-es második drafton való választási lehetőségért eladták a New York Giants csapatának. Így 1967-ben Clinton Jones és Bob Grim, 1968-ban Ron Yary és 1969-ben Ed White került a Vikingshez. Három nappal később a Vikings Van Brocklin helyére szerződtette Bud Grant vezetőedzőt. Grant a Kanadai futball Ligából érkezett, ahol a Winnipeg Blue Bombers vezetőedzője volt (ez a csapat 10 év alatt négyszer nyert Grey-kupát). Az 1960-as évek végén a csapat briliáns védekező sort épített fel, akiket úgy ismertek: „Lila Emberevők”: Alan Page, Carl Eller, Gary Larsen és Jim Marshall. 1968-ban a csapatépítés meghozta nekik az első divíziós bajnoki győzelmet és az első bajnoki döntőt.
1969-ben a Vikings 12 győzelmet és 2 vereséget szenvedtek, ez az NFL egyik legjobb rekordja. A csapat 35 év alatt 12 egymás utáni győzelmet ért el. 1970. január 4-én az utolsó NFL bajnokságon a Cleveland Browns ellen játszottak, ahol 27-7-re győztek. A Minnesota lett az első modern NFL-csapat, amelyik NFL-bajnokságot nyert és bejutott a Super Bowlra, amit akkor elbukott a Kansas City Chiefs-től 23-7-re.
A csapat tovább szárnyalt az 1970-es és 1971-es szezonban, így az egész csapatra értették ezentúl, hogy Lila Emberevők. 1971-ben Alan Page kapta az NFL legértékesebb játékosa-díjat, ő volt az első védekező játékos, aki megkapta ezt a díjat. 1973-ban a csapat 12 győzelmet és 2 vereséget szenvedett el, majd a Superbowlra jutottak ki, ahol a Miami Dolphins csapatától 24-7-re kikaptak. 1974-ben a Superbowlon a Pittsburgh Steelers ellen veszítettek 16-6-ra. 1977-ben az Oakland Raiders ellen szenvedtek vereséget a Superbowlon, 32-14-re.
1979 decemberében Minneapolis belvárosában lefektették az új stadium, a Hubert H. Humphrey Metrodome alapkövét. 1981. május 15-én a csapat az új épületbe költözött, a komplexumot Winter Parknak nevezték el, a Vikings egyik alapítója, Max Winter után, aki a csapat elnöke volt 1965 és 1987 között. A csapat december 20-án játszotta utolsó mérkőzését a régi stadionban a Kansas City Chiefs ellen. Első meccsüket az új stadionban a Seattle Seahawks ellen játszották, ahol a Vikings 7-3-ra nyert.
1984. január 27-én az addig vezetőedző, Bud Grant visszavonult. 17 évadon át 151 győzelmet és 87 vereséget könyvelhetett el csapatával. 12 döntőbe juttatta be csapatát és négy Superbowlra, és 11 divíziós bajnoki címet szerzett. Les Steckel, aki 5 szerzonon át volt a csapat támadója, a csapat harmadik vezetőedzője lett. Steckel 1979-ben a San Francisco 49ers csapatától érkezett és 38 évesen az NFL legfiatalabb edzője volt 1984-ben. Irányítása alatt a csapat a legrosszabb 13 meccsét játszotta, így Steckelt kirúgták és 1984. december 18-án visszahívták Bud Grantet. Visszatérte után az 1985-ös és 1986-os szezonban is ő edzette és vitte sikerre a Vikings csapatát, ezzel ő volt a hatodik legsikeresebb edző az NFL történetében, 168 győzelemmel. A 18 szezonban elért 158 győzelem, 96 vereség az NFL második legjobb statisztikája. 1986. január 7-én a csapatnál hosszú ideje lévő segédedző, Jerry Burns lett a csapat negyedik vezetőedzője. 1968 és 1985 a csapat támadó-koordinátora volt, ezalatt 11 divízió győzelmet arattak és négy Super Bowlon szerepeltek. Első edzői szezonja alatt a csapatot az NFL-be visszatérő Tommy Kramer irányította, ezalatt 9 győzelmet szerzett és 7 vereséget szenvedtek. 1986. augusztus 2-án Fran Tarkenton volt az első olyan játékos, aki pályája nagy részét a Vikings csapatában töltötte, aki bekerült a Futball Dicsőségcsarnokába. 1991. december 3-án Jerry Burns bejelentette visszavonulását. A hat szezon alatt az edző 52 győzelmet szerzett és 43 vereséget szenvedett el. Háromszor vezette csapatát divíziós- és NFL-döntőbe. az ötödik vezetőedző Dennis Green lett, aki a Stanford Egyetemen volt edző 1989 és 1991 között. 10 szezonja alatt a Vikings 4 NFC-divíziós bajnokságot nyert, 8 döntőben játszott és 97 győzelmet szerzett (több mint 100-at, ah a döntőket is beleszámítjuk), 62 vereséget szenvedett. 1999-ben a Minnesota a St. Louis Rams csapatától kapott ki a Superbowlon, 49-37-re. 2000-ben a csapat az NFL-döntők legnagyobb vereségét szenvedte el, a New York Giantstől 41-0-ra kapott ki. 2001-ben szerződést bontottak Dennis Greennel, az új edző Mike Tice lett, akit a 2005-ös szezon után Brad Childress váltott. 2009. augusztus 18-án leigazolták a kétszer már visszavonult irányítót, Brett Favre-t, aki a rivális Green Bay Packers csapatában játszott 16 szezonon át.

## Mez, logó

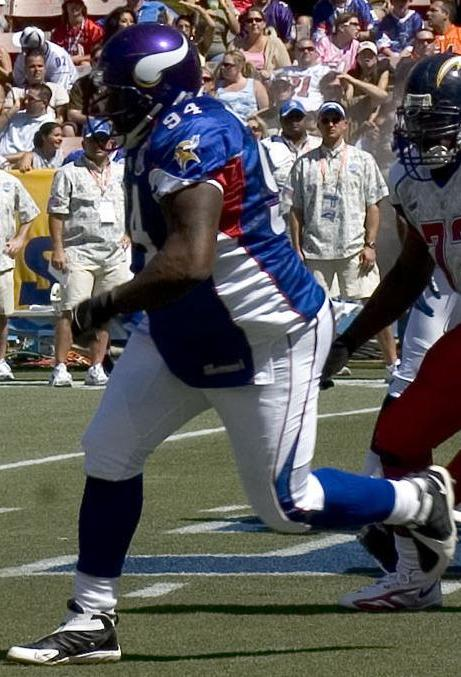
Pat Williams, a vállánál látható a viking profilja

A csapat 1961-es debütálás óta 1995-ig a Vikings logói és mezei nem változtak jelentősen. A csapat egyik logója egy szőke skandináv férfi profilját ábrázolja, míg a másik egy viking szarvat. 2013-ban a "Norseman" (a Vikings első számú logója) megújult.
A csapat sisakja bíbor és mindkét oldalán található rajta egy viking szarv. Mindkét szarv fehér színű, fekete szegéllyel. Az eredeti mez fehér nadrágból, bíbor vagy fehér felsőkből állt, arany csíkokkal. 1962 és 1964 között bíbor nadrágot hordtak fehér felsővel. 1996-ban skandináv logó került a felső ujjára. A csapattagok fekete cipőt hordtak 1984-ig, majd 2006-tól újra. A 2012-es idénytől ismét a Nike szállítja a NFL csapatok felszereléseit, a Vikings meze különösebben nem változott.